# Anna Maria Kaufmann

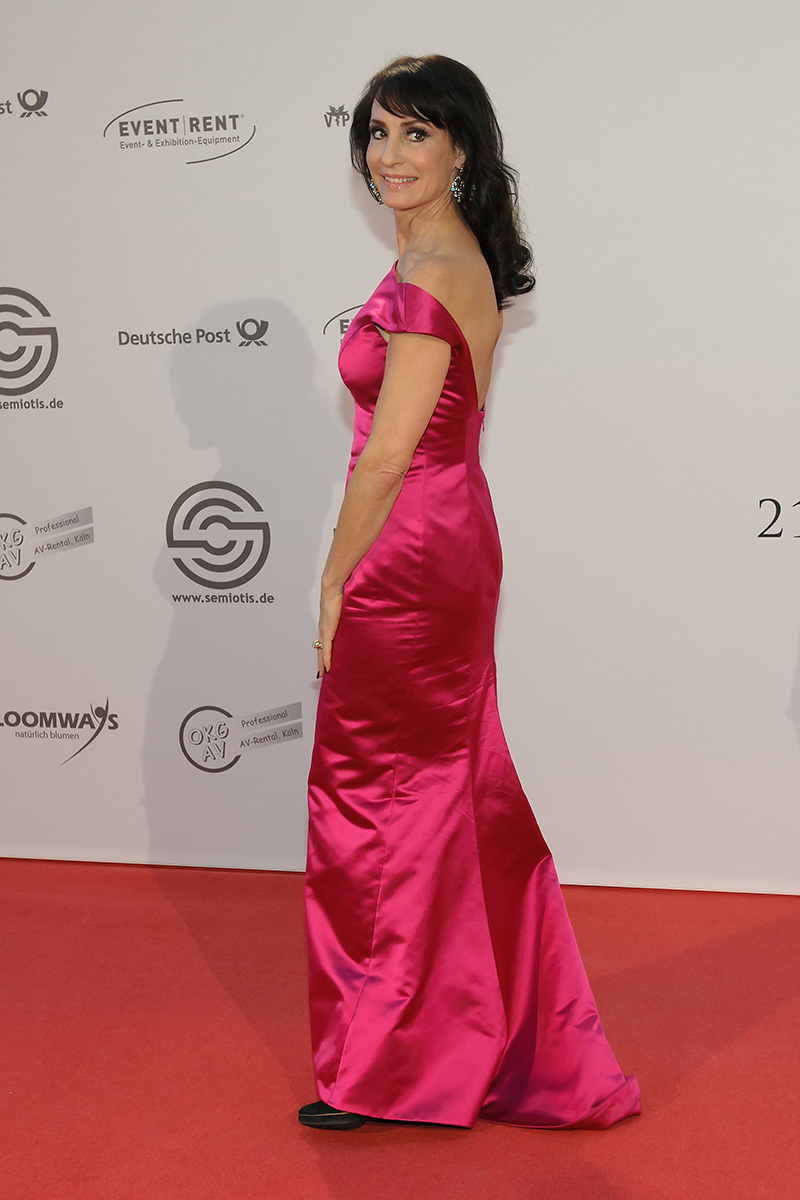
Anna Maria Kaufmann auf der 21. UNESCO Charity Gala am 27. Oktober 2012 in Düsseldorf.

Anna Maria Kaufmann (* 15. Oktober 1964 in Edmonton, Alberta) ist eine kanadisch-deutsche Opern- und Musicalsängerin.

## Leben und künstlerischer Werdegang
Anna Maria Kaufmann wuchs in der Stadt Lacombe südlich von Edmonton auf und war zu Beginn ihrer Laufbahn nur in ihrer Freizeit in Clubs und bei privaten Veranstaltungen auf der Bühne zu erleben.
Ihre Ausbildung im klassischen Gesang erhielt sie am Robert-Schumann-Musikinstitut in Düsseldorf, wo sie von Erika Köth und Claire Watson lernte. 1990 erfolgte der berufliche Durchbruch der Sopranistin in der Hamburger Inszenierung des Musicals Das Phantom der Oper. An der Seite von Peter Hofmann sang und spielte sie die weibliche Hauptrolle der Balletttänzerin Christine Daaé und wurde 1993 nach über 500 Auftritten für ihre Leistung mit der Goldenen Europa und 1994 mit dem Goldenen Löwen ausgezeichnet. Der Soundtrack der Produktion Das Phantom der Oper mit Anna Maria Kaufmann und Peter Hofmann ist mit über 2 Millionen allein in Deutschland verkauften Exemplaren der erfolgreichste deutsche Musical-Tonträger aller Zeiten. Für diese herausragende Leistung wurde Anna Maria Kaufmann am 25. September 2010 in der ZDF-Gala Willkommen bei Carmen Nebel mit vier Platin-Schallplatten ausgezeichnet.
Nach dem Musical-Erfolg war sie auch in klassischen Gesangsrollen zu hören. Sie spielte 1997 in der Operette Der Mikado am Opernhaus von Vancouver, es folgte die Rolle der Violetta in La traviata, die sie 1998 und 2000 in Wiesbaden und 1999 in Mannheim spielte, und im Jahr 2000 sang sie in Hamburg die Titelrolle in Carmen. In Bremen feierte sie im Mai 2001 Premiere in der tragischen Oper Lucia di Lammermoor, und im Oktober 2005 übernahm sie die Hauptrolle der Eva Perón in der in Bremen aufgeführten deutschsprachigen Fassung des Musicals Evita. Außerdem war sie an der Volksoper Wien in der Titelrolle als Herzogin von Chicago (2006) zu sehen.
Einem breiteren Publikum ist sie außerdem durch Fernsehauftritte in Musiksendungen und als Gast diverser Shows bekannt geworden, und 1997 spielte sie in der Folge Ausgespielt der Tatort-Reihe.
Anna Maria Kaufmann sang zudem mehrmals vor Spielen der deutschen Fußballnationalmannschaft die Nationalhymne, so 1994 erstmals vor einem Freundschaftsspiel zwischen Kanada und Deutschland, als sie die Hymnen ihrer beiden Heimatländer sang. Damit konnte sie sich nach eigener Aussage einen Kindheitstraum erfüllen. In einem Interview sagte sie: „Ich habe immer die Sänger bestaunt, die vor großen Fußballspielen die Nationalhymne im Stadion sangen, das fand ich unheimlich aufregend.“ Als sie vor dem Finale der Fußball-EM 1996 in Wembley die deutsche Hymne sang, sahen über eine Milliarde Menschen zu, und zur Fußball-WM 1998 sang sie gemeinsam mit Joey Tempest die Hymne Running with a Dream. Während der Fußball-WM 2006 in Deutschland war sie an mehreren Konzerten in verschiedenen Austragungsorten der Weltmeisterschaft beteiligt.
2004 sang sie die deutsche Nationalhymne vor dem DEL-Finale zwischen den Frankfurt Lions und den Eisbären Berlin. Zum Saisonauftakt der Fußball-Bundesliga im Jahr 2024 sang sie die Hymne beim Spiel Borussia Mönchengladbach gegen Bayer 04 Leverkusen erneut.
Seit 2006 besitzt sie die deutsche Staatsbürgerschaft.
Mit Anna Maria Kaufmann gibt es diverse Einspielungen. Ihr 1992 veröffentlichtes Studioalbum Anna Maria Kaufmann beinhaltet u. a. zwei Duette mit dem US-amerikanischen Sänger Barry Manilow. 2011 beendete Anna Maria Kaufmann die zwanzigjährige, erfolgreiche Zusammenarbeit mit Universal Music und unterzeichnete einen Vertrag beim Tonträger-Klassik-Label „Solo Musica“. Das erste Album It’s a Good Day! beim neuen Vertragspartner erschien am 27. April 2012, und im Juli 2015 erschien die CD Wiener Blut mit den Wiener Symphonikern.
Anfang 2019 vollzog sie einen Imagewechsel und ging zusammen mit Ian Gillan von Deep Purple und anderen Rockgrößen wie Loverboy, The Sweet, Thin Lizzy und REO Speedwagon 2019 auf eine „Rock meets Classic“-Jubiläumstour. Parallel dazu veröffentlichte sie ihr Album Rock goes Kaufmann.

### Privates
Kaufmann ist seit 2021 mit dem Unternehmer und Arzt Eckhard Alt verheiratet.

## Schallplatten
Soundtracks und Mitschnitte
- Das Phantom der Oper (Soundtrack, mit Peter Hofmann 1990)
- Carmen (Mitschnitt der Hamburger Aufführung 2000)
- Evita (Soundtrack der deutschen Version 2005)

Zusammenstellungen
- Musical Diva (Die größten Musical-Erfolge, 2008)
- Musical Diva (Special Edition, 2010)

Solo-Veröffentlichungen
- La belle epoque (Zeit der Operette) (CD 1996)
- Running with a Dream (Maxi-CD 1997)
- Das andere Leben (CD, 1997)
- Blame it on the moon (CD 1998)
- Anna Maria Kaufmann (CD, 1999)
- Spotlight (CD, 1999)
- With one look (CD, 2000)
- With open arms (CD 2001)
- Anna Maria Kaufmann singt Emme (Kompositionen von Emmerich Kálmán, CD 2003)
- Private Moments (CD 2004)
- Eternally (CD 2004)
- Adagio (CD 2006)
- IT'S A GOOD DAY! (CD 2012)
- Wiener Blut (CD 2015)
- Christmas with Love (CD 2015)
- Rock goes Kaufmann (CD 2019)

## Auszeichnungen
- 1993: Goldene Europa
- 1994: Goldener Löwe (Radio Luxemburg)
- 2001: Radio Regenbogen Award, Kategorie Classic
- 2010: Vierfach-Platin für über zwei Mio. verkaufte Tonträger Phantom der Oper